# Glacier d'Astazou
Le glacier d'Astazou est un glacier de cirque, dans les Pyrénées. Il est situé dans le massif du Mont-Perdu au cœur du cirque d'Estaubé, sur le versant nord de la frontière franco-espagnole, dans le département français des Hautes-Pyrénées en Occitanie.

## Géographie
Le glacier se situe au pied du Grand Astazou. Il est le voisin du glacier de Pailla Est, dont il est séparé par la hourquette de Pailla.
Ses eaux de fonte alimentent le gave de Héas.

## Histoire
Au petit âge glaciaire, le glacier s'étendait sur 0,09 km2 et montait jusqu'à la hourquette de Pailla, pour une longueur maximale de 250 mètres.
Il a subi un recul similaire à celui de son voisin le glacier de Pailla Est : tout comme lui il a perdu ses dernières crevasses dans les années 1990.
En 2020 c'est un glacier résiduel de 0,03 km2 qui tend à se diviser en deux parties. Son front s'établit à 2 400 mètres d'altitude.